# Langfjorden (Alta)
Langfjorden (in lingua sami settentrionale: Lákkovuotna) è uno dei fiordi laterali dell'Altafjord; è situato nella municipalità di Alta, che fa parte della contea di Finnmark, la più settentrionale delle contee della Norvegia.

## Descrizione
Il Langfjorden, ramo laterale dell'Altafjord, è situato circa 25 km a nord-ovest della città di Alta.
Il Langfjord è lungo circa 31 km e largo circa 1 km. Si estende dal braccio principale dell'Altafjord ad est fino al piccolo insediamento di Langfjordbotn, situato in fondo al fiordo a ovest. L'area intorno al fiordo è in gran parte disabitata. Sulla sponda sud, servita dall'importante strada europea E06, si trovano i villaggi di Storsandnes e Gaddevaggi, entrambi costituiti da poche fattorie. La sponda nord è raggiungibile solo dalla sponda occidentale tramite la strada provinciale (Fylkesvei) 882. Altri insediamenti sono  Vuojatluckta, Dappeluakta e Tappeluft, anch'essi costituiti da poche case, e la chiesa Langfjord, costruita nel 1891. La parte orientale della sponda settentrionale non è accessibile ai veicoli a motore. Nel fiordo ci sono diversi allevamenti ittici.
Durante la seconda guerra mondiale, il Langfjord servì temporaneamente come base per l'incrociatore da battaglia tedesco Scharnhorst.
Il Langfjord è incorniciato lungo tutta la sua lunghezza da montagne, alcune delle quali alte oltre 1000 m. È considerato uno dei paesaggi più pittoreschi della Norvegia settentrionale.